# Zafferana Etnea
(Igor Man, La Stampa settembre 1996)
Zafferana Etnea ('a Zafarana in siciliano) è un comune italiano di 9 348 abitanti della città metropolitana di Catania in Sicilia. Fa parte del Parco dell'Etna.

## Geografia fisica

### Territorio
Zafferana Etnea sorge a 574 m. s.l.m., alle pendici orientali dell'Etna, il vulcano attivo più grande d'Europa. Si estende fino alla vetta sommitale del vulcano, includendo nel proprio territorio paesaggi di inestimabile bellezza naturalistica, dai fitti boschi alle distese di deserto lavico.
È uno dei comuni del Parco regionale dell'Etna e nel suo territorio rientrano le tre grandi valli che secondo accreditate ipotesi rappresentano la testimonianza della sequenza della genesi del vulcano: Valle del Bove, Val Calanna e Valle San Giacomo.
L'abitato è adagiato in una vallata, ai piedi dei monti Pomiciaro (1715 m s.l.m.), Zoccolaro (1739 m s.l.m.) e Fior di Cosimo (1178 m s.l.m.), disposto in lunghezza parallelamente alla costa jonica, sul cui mare si affaccia come una terrazza.
Collocata in una posizione gradevole per gli amanti della tranquillità e della natura, dista pochi chilometri dai centri maggiori (Catania 24,6 km, Taormina 36,6 km, Acireale 13,7 km) e si trova a metà strada tra il mare e la montagna.
Zafferana rappresenta una delle porte d'accesso al vulcano, grazie alla strada provinciale dell'Etna che la collega alla stazione turistica di Rifugio Sapienza (Nicolosi) da un lato, e a quella di Piano Provenzana (Linguaglossa) dall'altro.
Le distanze dai capoluoghi di provincia siciliani sono:
- 24,6 km da Catania
- 80,2 km da Messina
- 89,3 km da Siracusa
- 108 km da Enna
- 128 km da Ragusa
- 133 km da Caltanissetta
- 186 km da Agrigento
- 231 km da Palermo
- 384 km da Trapani

### Clima
Zafferana rappresenta un'importante stazione climatica, essendo luogo adatto per la villeggiatura quando il clima, nelle grandi città, diventa irresistibilmente caldo. La presenza della montagna, con i suoi boschi rigogliosi, consente infatti di far fronte alle temperature particolarmente elevate dei mesi estivi.
Il clima, mite nei mesi autunnali e primaverili, diviene abbastanza rigido in inverno, causando gelate e occasionalmente qualche nevicata, ma favorendo gli amanti degli sport invernali ad alta quota.
La temperatura media è di alcuni gradi più bassa rispetto a quella della città di Catania e, in generale, delle città della provincia poste in riva al mare.
Classificazione climatica: Zona C, GR-G (gradi-giorno) 1184, Altitudine 574.

## Origini del nome

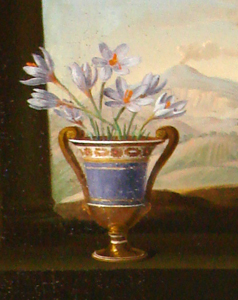

L'ipotesi più attendibile la si trova nell'Enciclopedia italiana di Gerolamo Boccardo, in cui facendo accenno alla coltivazione dello zafferano egli scrive che questa coltivazione «era industria principale nel moderno comunello di Zafferana Etnea; che da detta cultura prese il nome». Questa supposizione è avvalorata dal quadro della Madonna della Provvidenza (1838) di Giuseppe Rapisardi, in cui è dipinto un vaso con fiori di zafferano.
È definita la "Perla dell'Etna".

## Storia
Il territorio di Zafferana Etnea era attraversato, fin dal tempo dell'occupazione romana, da un importante asse viario che collegava la città di Tauromenium a quella di Katane, costituendo un percorso alternativo alla via Consolare Pompeia che costeggiava il litorale jonico. Questa strada pedemontana consentiva lo spostamento dei soldati romani al riparo dagli attacchi nemici e permetteva di raggiungere e attraversare l'imponente Bosco d'Aci, la cui legna veniva utilizzata per la costruzione delle navi.
A tal proposito, il celebre antropologo palermitano Giuseppe Pitrè, nella sua Biblioteca delle tradizioni popolari, cita Zafferana come luogo di passaggio dei tre santi Alfio, Filadelfo e Cirino, condotti dal preside Tertullo da Tauromenium a Leontini per esservi martirizzati il 10 maggio 253. Secondo alcune fonti in quel caso un'eruzione dell'Etna aveva reso impraticabile la strada costiera (via Pompeia), costringendo la legione e i condannati a servirsi della strada etnea.
Una piccola parte di questa antica strada lastricata, in seguito riadattata a mulattiera e utilizzata fino agli inizi del secolo scorso, è ancora visibile presso la contrada Dagalone. Altra testimonianza della presenza dei romani nel territorio è rappresentata dal ritrovamento di alcune monete romane.
A causa delle eruzioni dell'Etna e dei terremoti che più volte devastarono la zona, non si hanno altri reperti storici anteriori al sisma del Val di Noto del 1693.
La storia dell'abitato attuale ha origine con la fondazione del Priorato di San Giacomo, un monastero benedettino costruito nel Medioevo e di cui si hanno notizie certe a partire dal 1387 in un documento firmato dal Vescovo di Catania Simone del Pozzo.
Da una bolla papale firmata da Papa Eugenio IV nel 1443 si apprende dell'esistenza di un'annessa chiesa dedicata a san Giacomo, sacramentale e parrocchiale, il che fa presumere che fosse frequentata da un primo nucleo di abitanti sorto attorno al monastero, oltre che dai numerosi pellegrini che accorrevano nel giorno della festa del santo, il 25 luglio.
La vita monastica nel Priorato finì nel 1464, ma la chiesa rimase aperta al culto fino almeno al 1677 venendo poi probabilmente distrutta, insieme all'intero complesso, dal terribile terremoto del 1693.
Il Priorato si trovava all'inizio della svasatura della Valle San Giacomo, a monte dell'odierno abitato.
Alcuni studiosi agiografi sostengono che un primo piccolo monastero in territorio zafferanese fosse stato istituito da san Sabino (m. 15 ottobre 760), vescovo di Catania, che lasciò la gestione della diocesi per ritirarsi in un luogo pacifico insieme ai suoi discepoli. Questo fatto non è sostenuto da fonti certe, ed è azzardato ipotizzare che il Priorato di san Giacomo sia sorto in seguito sull'originario Monastero di san Sabino.
Il primo toponimo che si riscontra nella storia di Zafferana è “Cella”, che indicava lo stesso territorio di San Giacomo, dove era ubicato il priorato. In un documento del 1694, invece, compare per la prima volta il toponimo “Zafarana” che darà poi il nome al paese.
Le terre della contrada Zafarana dipesero amministrativamente dai comuni di Trecastagni, Viagrande ed Aci Sant'Antonio fino al 1826, mentre dal punto di vista religioso la chiesa del borgo (chiesa della Madonna della Provvidenza), costruita agli inizi del Settecento, fu vincolata all'Arcipretura Parrocchiale "S. Nicola di Bari" di Trecastagni fino alla costituzione della parrocchia (1753).
Il 21 settembre 1826 un decreto di Francesco I, dispose che i quartieri Zafarana Etnea, Sarro, Rocca d'Api, Bongiardo e Pisano formassero, distaccandosi dai comuni di Trecastagni, Viagrande ed Aci SS. Antonio e Filippo, un nuovo comune col nome di Zafarana Etnea, poi Zafferana Etnea. A questo nuovo Comune si unirono in seguito le altre frazioni di Fleri (1851) e Petrulli (1951), mentre la frazione Bongiardo passò, nel 1934, al neo-costituito comune di Santa Venerina.

### Cronologia degli eventi sismici
- 11 gennaio 1693, terremoto del Val di Noto - il Priorato di san Giacomo e l'annessa chiesetta vengono rasi al suolo.
- 20 febbraio 1818, tardo pomeriggio - 34 vittime, 29 delle quali all'interno della Chiesa Madre.
- 30 settembre 1911, ore 00.40 (magnitudine macrosismica 3.4) - epicentro a Zafferana Etnea.
- 19 marzo 1952, ore 08.13 (magnitudine macrosismica 3.9) - epicentro a Santa Venerina - Distruzione del cimitero comunale di Zafferana Etnea.
- 19 ottobre 1984, ore 18.43 (magnitudine macrosismica 3.7) - Epicentro a Zafferana Etnea - Una vittima, danni ingenti ad edifici civili e sacri.
- 25 ottobre 1984, ore 01.11 (magnitudine macrosismica 3.0) - Epicentro a Zafferana Etnea, danni ingenti ad edifici civili e sacri nelle frazioni di Fleri e Pisano Etneo.
- 9 gennaio 2001, ore 02.51 (magnitudine macrosismica 3.4) - Epicentro a Zafferana Etnea.
- 29 ottobre 2002, ore 10.02 (magnitudine macrosismica 4.1), terremoto di Santa Venerina - Epicentro a Santa Venerina.
- 29 ottobre 2002, ore 17.14 (magnitudine macrosismica 3.7) - Epicentro a Milo.
- 26 dicembre 2018, ore 03.19 (magnitudine macrosismica 4.8), terremoto di Viagrande - epicentro a Viagrande, danni ingenti ad edifici civili e sacri nella frazione di Fleri.

#### Il terremoto del 19 ottobre 1984
Il 19 ottobre 1984, alle ore 18.43, la cittadina fu colpita da un terremoto di magnitudine macrosismica 3.7.
Il terribile evento sismico creò il panico tra gli abitanti di Zafferana e dei borghi limitrofi: si contò una vittima colpita da un calcinaccio durante la fuga; ingenti i danni alle abitazioni, agli edifici civili e amministrativi, a quelli sacri.
La Chiesa Madre fu interessata dal crollo della volta della navata centrale che cadde rovinosamente sul pulpito distruggendolo, da crepe sugli stucchi e da profonde fratture lungo i pavimenti e le pareti; i danni la resero inagibile alle sacre funzioni e fu sostituita da una tensostruttura realizzata nella vicina Piazza della Regione Siciliana, che ospitò i fedeli per ben diciassette anni. Anche il Palazzo Municipale divenne impraticabile per i pericoli di crollo.
Gli abitanti, privati delle loro case, furono ospitati per mesi in tende messe a disposizione dalla Croce Rossa Italiana e dall'Esercito Italiano, chiamati sul posto per far fronte alle necessità dei senza tetto.
Una replica importante si ebbe sei giorni dopo, il 25 ottobre 1984, con epicentro nella frazione Fleri. Anche questo terremoto causò danni ingenti agli edifici civili e sacri nella frazione stessa e in quella limitrofa di Pisano Etneo.

### Cronologia degli eventi eruttivi
- 1792 La lava si ferma alle porte di Zafferana dopo aver seppellito i vigneti delle contrade Cassone e Airone.
- 1852 La lava lambisce l'abitato distruggendo boschi e fertili terreni.
- 1992 La lava si arresta a meno di un chilometro dal centro abitato, in contrada Piano dell'Acqua.

#### L'eruzione dell'Etna del 1792

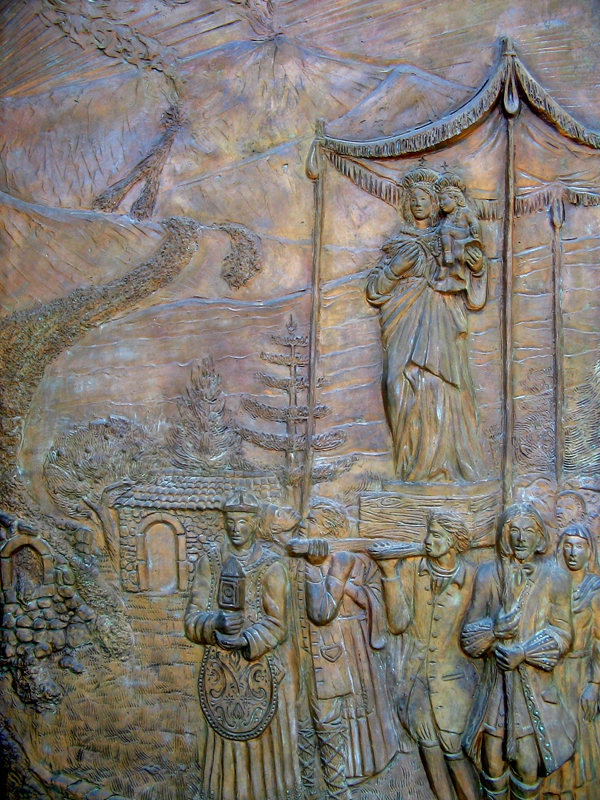
Eruzione dell'Etna del 1792 e processione della Madonna della Provvidenza - Pannello bronzeo del portale della Chiesa Madre.

A seguito degli eventi eruttivi cominciati nel marzo 1792, il primo di giugno si aprì un cratere sul lato est dell'Etna, preannunciato da terremoti. Il fuoco del vulcano divorò fertili terreni lasciando dietro di sé una lingua nera di lava.
I primi di agosto la colata lavica si affacciò dalle colline che vanno dall'Airone alla Valle San Giacomo, seminando il panico nel piccolo borgo. Ormai privi di speranza per la salvezza delle proprie case, gli zafferanesi raccolsero le loro cose e si prepararono a lasciare le loro proprietà.
(Giuseppe Recupero, Storia naturale e generale dell'Etna Catania 1815)
Dai zafferanesi, che in un impeto di fede avevano portato in processione dalla chiesa la statua della Madonna della Provvidenza, l'improvviso cessare dell'eruzione alle porte dell'abitato venne inteso come una grazia straordinaria. Il popolo tutto gridò al miracolo e fece voto di recarsi in quel luogo in pellegrinaggio ogni anno. Sul posto nel 1861 venne edificato un monumentale altarino e, ancor oggi, la cittadinanza scioglie il voto dei padri recandovisi ogni anno durante i festeggiamenti patronali.

#### L'eruzione dell'Etna del 1991-1993

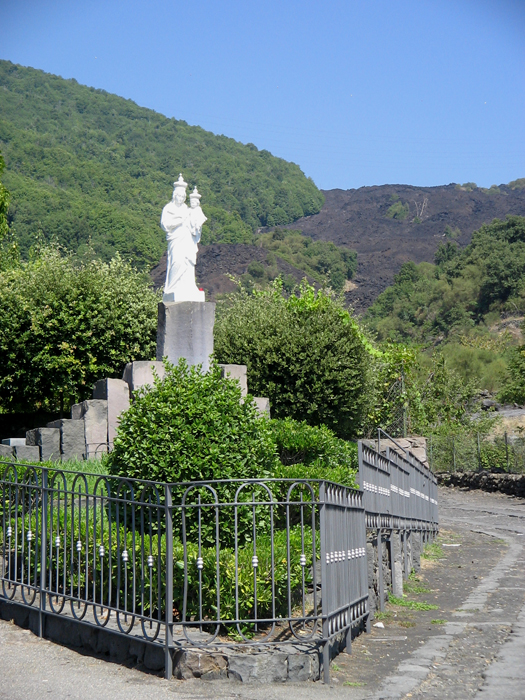
Il capitello votivo a forma di stele dinnanzi alla colata lavica - Piano dell'Acqua

Cominciata il 14 dicembre 1991 e terminata il 30 marzo del 1993, fu l'eruzione etnea di più lunga durata tra quelle recenti. La lava fuoriuscì da un sistema di fratture localizzate lungo la base del cratere di sud-est, in direzione nord-sud, che si estese nel giro di alcuni giorni da quota 3.100 a quota 2.200 s.l.m.

### Simboli
Lo stemma e il gonfalone del Comune di Zafferana Etnea sono stati concessi con decreto del presidente della Repubblica del 4 ottobre 2001.
Stemma
(D.P.R. 4 ottobre 2001)
Gonfalone
(D.P.R. 4 ottobre 2001)

Nel gonfalone in uso i ricami sono in argento, così come l'iscrizione centrata, cioè convessa, che è posta in alto e non in basso.

## Monumenti e luoghi d'interesse

### Architetture religiose

#### Chiesa Madre

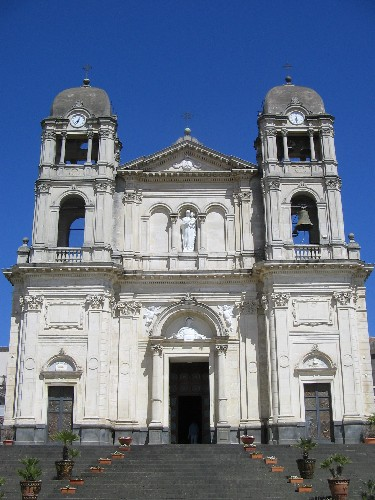
La Chiesa Madre

La chiesa madre di Santa Maria della Provvidenza è il monumento più importante della città. Iniziata nel 1731 è stata più volte danneggiata e resa inagibile da terremoti, l'ultima volta dal sisma del 1984. Il suo prospetto, realizzato nel XX secolo, è in pietra bianca di Siracusa. Al suo interno conserva opere di Giuseppe Sciuti.

#### Altre chiese
- Chiesa di Santa Maria delle Grazie, filiale della chiesa madre.
- Chiesa parrocchiale Maria SS. del Rosario, frazione Fleri.
- Chiesa parrocchiale San Giuseppe, frazione Pisano Etneo.
- Chiesa parrocchiale San Vincenzo Ferreri (nuova), contrada Sarro.
- Chiesa San Vincenzo Ferreri (vecchia), contrada Sarro.
- Chiesa Santa Maria del Buon Consiglio, contrada Spoligni.
- Chiesa dell'Annunziatella, contrada Pisanello (diroccata, proprietà privata).
- Chiesa Sant'Antonio da Padova, contrada Passopomo.

#### Capitelli votivi

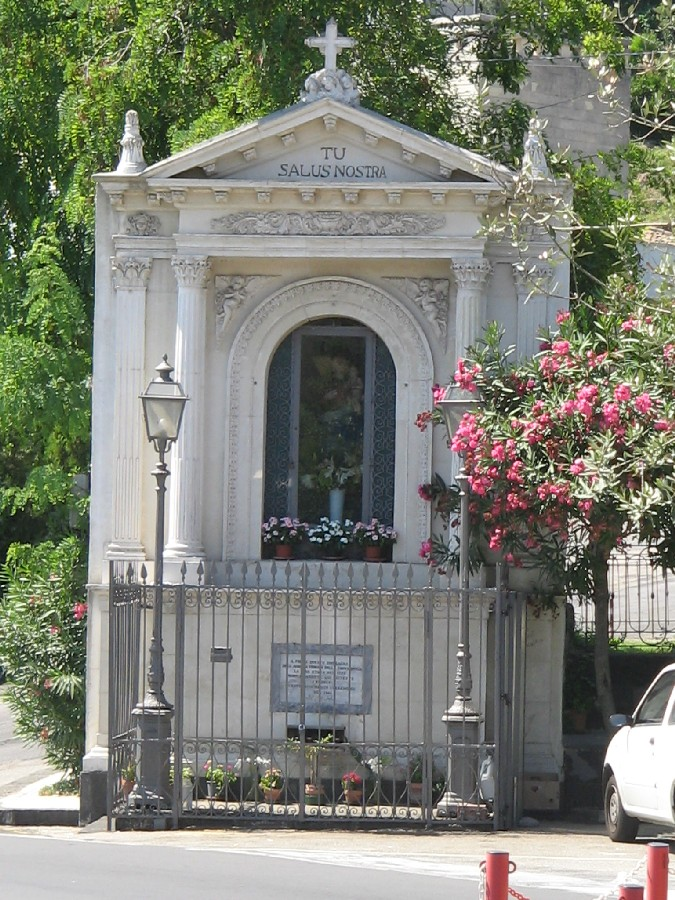
Capitello votivo alla Madonna della Provvidenza (1861).

- Capitello della Madonna della Provvidenza

In centro storico. Fu costruito nel 1861 ad opera dei fedeli nello stesso luogo in cui nel 1792 avvenne un miracolo attribuito all'intercessione della Vergine: il fronte lavico dell'eruzione dell'Etna, ormai incombente sull'abitato, prodigiosamente si arrestò nel medesimo punto in cui il simulacro della Madonna fu portato in processione. Proprio a ricordo di quell'evento sul timpano che sormonta l'altare è scritto: "TU SALUS NOSTRA", cioè "Tu nostra salvezza". Ancor oggi l'Altare contiene l'originario simulacro della Vergine, bella opera settecentesca in gesso dipinto. Questo Altarino rappresenta una testimonianza della devozione alla Madonna e ogni anno, in memoria del miracolo del 1792, il popolo scioglie l'antico voto pronunciato dagli avi, raggiungendolo in processione il sabato che precede la seconda domenica di agosto. Una lapide marmorea, collocata ai piedi del simulacro della Madonna, così recita: "A piè di questo simulacro dell'Augusta Vergine della Provvidenza, la lava etnea del 1972 prodigiosamente qui ristette. I fedeli questo monumento vi eressero nel 1861".
- Capitello della Madonna delle Grazie

In centro storico. Il primo altarino dedicato alla Madonna delle Grazie venne costruito quando ancora la strada non esisteva, nel torrente sottostante. Qui si trovava la piccola abitazione di un mendicante che, per guadagnarsi da vivere, vendeva l'acqua alle famiglie, non essendovi ancora una rete idrica. Un giorno, durante una piena, il mendicante venne trascinato dalle acque; impaurito, pregò la Madonna e improvvisamente si sentì afferrato dai capelli e trascinato verso un masso dove credette di scorgere il profilo della Madonna. Con la costruzione della strada attuale, la famiglia Marano, allora proprietaria del parco comunale (Villa Anna), offrì lo spazio per costruire questo nuovo altarino, all'interno del quale è stata riportata la pietra che salvò il mendicante.
- Capitello votivo della Madonna della Provvidenza

Nella contrada Piano dell'Acqua. Il capitello a forma di stele raffigura la Madonna della Provvidenza, voluta dai cittadini zafferanesi a memoria del prodigioso arresto della colata lavica che nel 1992 incombeva sull'abitato. Allora, in processione, il popolo dei fedeli raggiunse il fronte lavico, chiedendo la grazia della salvezza della loro città. E così fu: la lava si fermò poco tempo dopo nel punto in cui il simulacro della Madonna era stato portato. La stele col simulacro della Madonna venne inaugurata il 13 novembre 1994 dal cardinale Salvatore Pappalardo e fu fatto voto di raggiungere questo luogo in processione ogni primo sabato di giugno. Ai piedi della stele, una targa commemorativa, così recita: "Tu fosti, o Madre della Divina Provvidenza, difesa e baluardo della nostra città che a Te deve salvezza dal fuoco ormai incombente dell'eruzione 1991-'92. Il popolo grato questa stele eresse il 13 novembre 1994 ".
- Capitello votivo della Madonna della Provvidenza, quartiere Cancelliere.
- Capitello votivo della Madonna della Provvidenza, contrada Dagalone.
- Capitello votivo di San Vito martire.
- Capitello votivo del Santissimo Redentore, frazione Fleri.
- Capitello votivo della Madonna delle Grazie, quartiere Fortino.

### Architetture civili

#### Palazzo Municipale

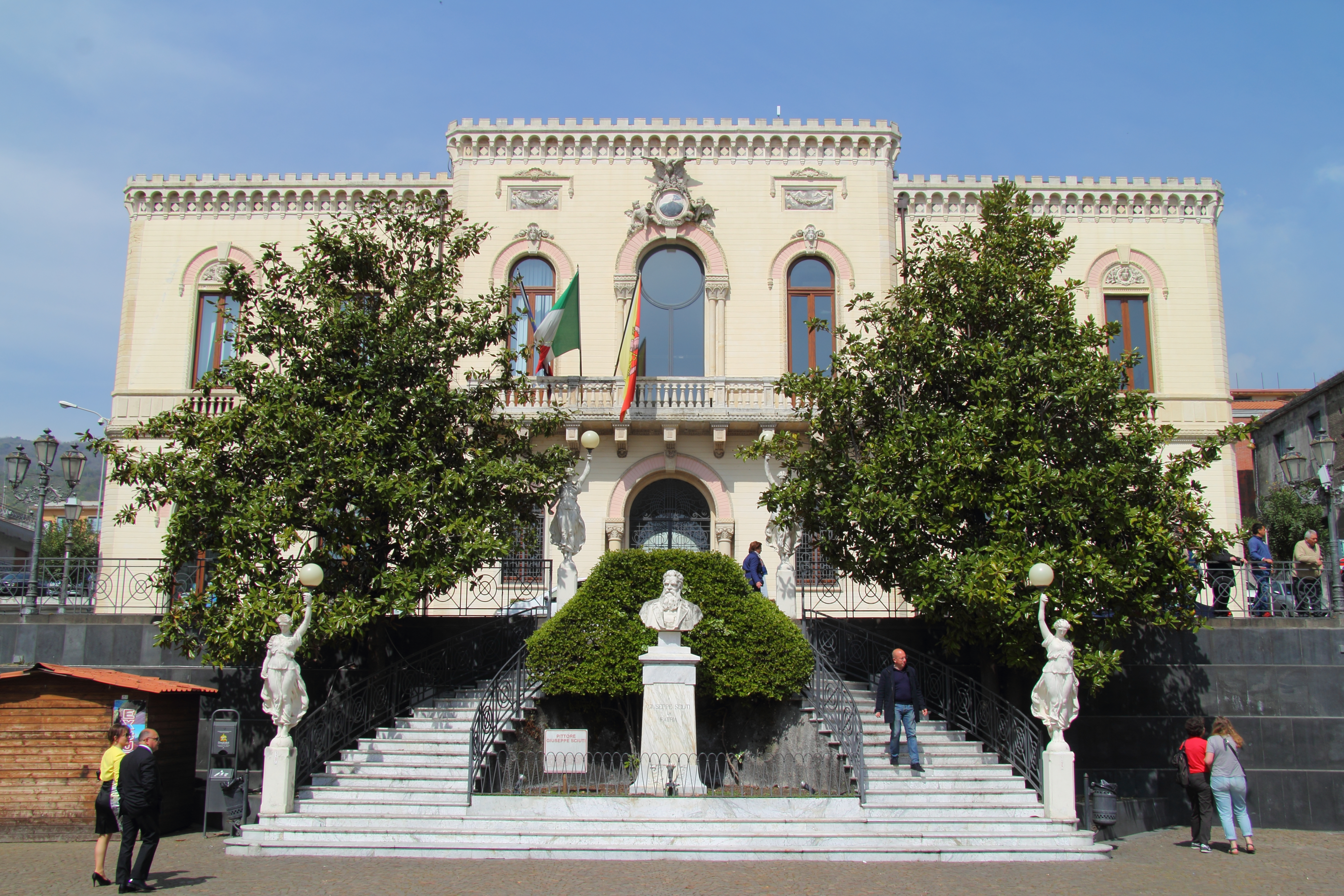
Il Palazzo Municipale

L'elegante costruzione fine ottocentesca, posta sullo stesso livello urbanistico della chiesa madre, si affaccia sulla centralissima piazza Umberto I.
Il palazzo è un gradevole esempio di stile Liberty, con cornicione merlato, inserti floreali sul prospetto principale e, al centro, sopra il balcone d'onore, uno stucco riprende lo stemma comunale, con l'aquila che tiene tra gli artigli due grappoli d'uva, posta sopra un medaglione su cui è dipinta l'Etna in eruzione.
L'edificio, reso inagibile dal terremoto del 19 ottobre 1984, dopo un lungo restauro, è stato inaugurato il 30 maggio 2009 alla presenza delle istituzioni comunali, del presidente della Regione Siciliana Raffaele Lombardo e dell'arcivescovo metropolita di Catania Salvatore Gristina.
Al suo interno si conservano due importanti opere del pittore locale Giuseppe Sciuti: Il Benessere e le Arti ed un autoritratto.
Per raggiungere il municipio dalla piazza si percorre una coreografica scalinata curvilinea a doppia rampa, con lampioni anch'essi Liberty; al centro della scalinata è collocato un busto del pittore Giuseppe Sciuti, in memoria dell'artista cui Zafferana diede i natali.

#### Villa Manganelli

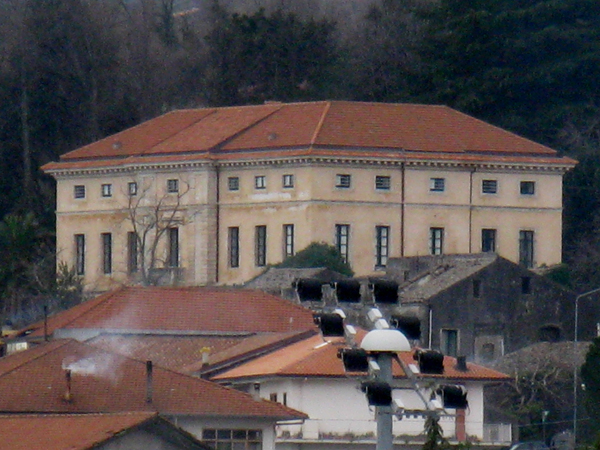
Villa Manganelli

Si tratta di una monumentale villa, la più maestosa del territorio comunale, appartenuta alla nobile famiglia catanese dei Paternò - Manganelli. La sua costruzione avvenne tra la fine del secolo XIX e gli inizi del secolo XX, in contrada Sarro.

### Altro
- Villa Comunale e Monumento ai Caduti.
- Complesso monumentale de La Cisternazza, Pisano Etneo.
- Colata lavica 1991-93, Piano dell'Acqua.

### Aree naturali

#### Parco Comunale

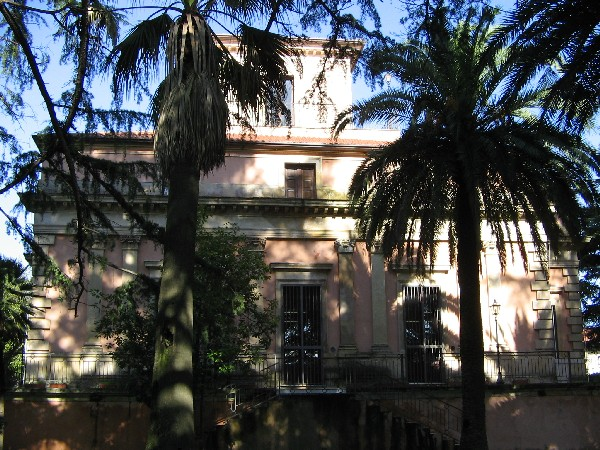
Palazzina liberty all'interno del parco comunale

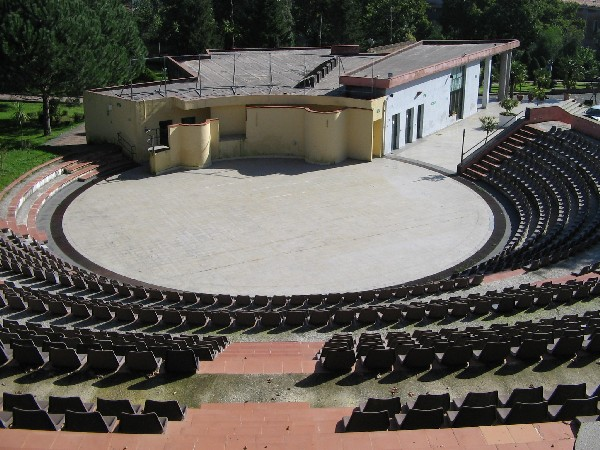
Anfiteatro comunale

Il Parco Comunale è il più grande giardino pubblico del comune, situato in pieno centro, sul lato nord del torrente Salaro in prossimità della Chiesa della Madonna delle Grazie e vi si accede da un piazzale intitolato a papa Giovanni Paolo II.
- Il giardino è di notevole interesse sia dal punto di vista naturalistico che culturale. Un intricato percorso di tortuosi vialetti conduce il visitatore attraverso grandi aiuole da cui si slanciano verso l'alto pini e magnolie secolari e in cui sono coltivate pregiate varietà di rose, di ortensie e di camelie.
- Villa Marano. In mezzo alla flora rigogliosa si erge, nel punto più elevato del parco, una bella palazzina aristocratica in stile liberty (ex Villa Anna), appartenuta al commendatore Marano, oggi sede della biblioteca comunale "Francesco Guglielmino" e scenario di vari spettacoli culturali. Nei pressi della palazzina, al termine del Viale degli uomini illustri (vi si trovano i busti dei personaggi che hanno fatto la storia della città), si trova una bella voliera, anch'essa in stile Liberty.
- L'anfiteatro comunale. Adiacente a questo settore che possiamo definire il più antico, si trova quello più moderno, in cui è possibile ammirare nelle aiuole a prato inglese delle opere d'arte contemporanea in ferro battuto, un grande stagno con anatre e il capiente anfiteatro comunale “Falcone e Borsellino”. Quest'ultima struttura è sede dell'annuale calendario di spettacoli “Etna in Scena” e può accogliere diverse centinaia di spettatori.

#### L'Ilice di Carlino
In contrada Carlino (o Carrino) si trova un antico leccio (ilici in siciliano) secolare: l'Ilice di Carrinu. Si tratta senza dubbio del leccio di maggiori proporzioni dell'Etna e probabilmente più antico dell'età attribuitagli di circa seicento anni. Il maestoso albero presenta le seguenti dimensioni: altezza 18 m circa, diametro massimo della chioma 24 m circa e circonferenza alla base di 4,8 m. Le attuali condizioni vegetative sono buone, lo stato di salute è discreto, con un inizio di marcescenza alla biforcazione principale.
L'ilice può essere raggiunto da un sentiero pedonale che inizia a monte dell'abitato di Zafferana Etnea, dalla contrada denominata "Dagalone", e da una pista di proprietà del Corpo Forestale che si diparte dalla borgata Caselle, nel comune di Milo. Nei pressi dell'albero ci sono due edifici rurali ed una cisterna.

## Società

### Evoluzione demografica
Abitanti censiti

### Religione
La religione più diffusa tra la popolazione di Zafferano Etnea è il cattolicesimo, e le parrocchie che sorgono nel suo territorio  comprese le frazioni di Fleri, Pisano, fanno parte del XI Vicariato paesi zona del bosco dell'Arcidiocesi di Catania.
La cittadina ha come patrona Maria Santissima della provvidenza.

### Etnie e minoranze straniere
Gli stranieri residenti a Zafferana Etnea sono 462 e rappresentano il 5,0% della popolazione residente.
La comunità straniera più numerosa è quella proveniente dall' Albania con il 53,9% di tutti gli stranieri presenti sul territorio, seguita dalla Romania  (26,2%) e dallo Sri Lanka (Ex Ceylon (4,3%).

### Il dialetto
Il dialetto parlato a Zafferana Etnea è quello catanese (non metafonetico orientale), da cui però si discosta in alcune singolari caratteristiche, derivate dalla distanza dal capoluogo etneo e dall'influenza della più vicina città di Acireale. Nei verbi della terza coniugazione (italiano: -ire; siciliano: -iri), ad esempio, la terza persona singolare cambia la "i" con la "a": per il verbo véniri (venire), a Zafferana si utilizza spesso iddu vena in luogo di iddu veni (egli viene). Nell'utilizzo della 1ª persona singolare dell'aggettivo possessivo "mio", nella forma contratta di utilizzo corrente, si assiste alla sostituzione delle "è" con la "ò": a mò casa in luogo del catanese a mè casa (a casa mia).
Non mancano anche a Zafferana gli antichi proverbi dialettali, alcuni comuni anche alle altre località, altri invece propri della cittadina:
(Antico proverbio dialettale)
Tipica inoltre l'associazione agli abitanti di un nomignolo o un soprannome, il cosiddetto nciùria (o peccu o peccuru), ancora oggi frequentemente utilizzati, derivati dall'attività lavorativa, da fatti accaduti o da vezzi personali, oppure ereditati nei secoli dagli avi. I soprannomi servivano inoltre a consentire una rapida identificazione delle persone, essendo anticamente Zafferana una piccola comunità con stretti legami di parentela tra gli abitanti, e quindi stessi cognomi, e vigendo l'usanza di dare ai figli i nomi dei nonni.
Interessante anche la tradizione religiosa orale, che tramanda fino ad oggi innumerevoli componimenti dialettali, ancora oggi mai scritti in un'unica raccolta.
Il dialetto a Zafferana è ancora correntemente utilizzato nelle relazioni sociali locali, anche da buona parte delle giovani generazioni, in alternativa alla lingua nazionale.

### Tradizioni e folclore

#### Manifestazioni religiose

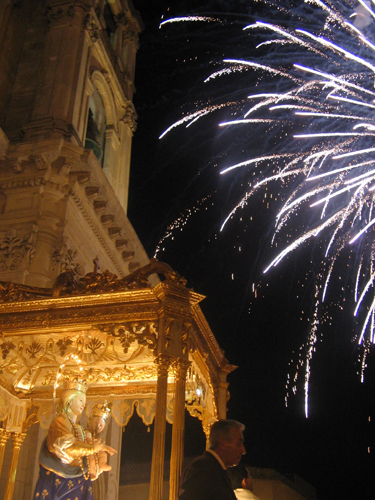
L'uscita della Madonna dalla Chiesa Madre

- Festa patronale della Madonna della Provvidenza È la festa più importante della cittadina e si svolge ogni anno nei giorni a cavallo della seconda domenica di agosto; comprende una serie di momenti religiosi e folkloristici molto partecipati, in cui la cittadinanza si riunisce per rendere omaggio alla propria patrona.
- Festa di sant'Antonio abate Il Compatrono di Zafferana si ricorda il 17 gennaio di ogni anno, con una santa messa solenne e un insieme di manifestazioni collaterali che ne arricchiscono il programma. Il culto e la festa di sant'Antonio abate sono stati ripristinati nel 2006, in occasione del 1650º anniversario della morte. Con l'accrescere del culto nei confronti della Patrona Maria Santissima della Provvidenza, l'attenzione religiosa nei confronti del grande santo anacoreta è andata via via scemando, fino a quando, nel 1950 circa, le celebrazioni religiose e folkloristiche in suo onore (benedizione degli animali, accensione del fuoco, processioni) vennero sospese. Ad oggi è stata ripristinata la memoria solenne del santo e l'antichissima tradizione dei “cuddureddi” (ciambelline di pane) che vengono benedetti e distribuiti ai fedeli. Il simulacro di sant'Antonio abate si conserva in Chiesa Madre, su un altare della navata sinistra; è una statua lignea di autore ignoto risalente alla metà del XIX secolo che raffigura l'abate con gli abiti pontificali, mitria e pastorale.

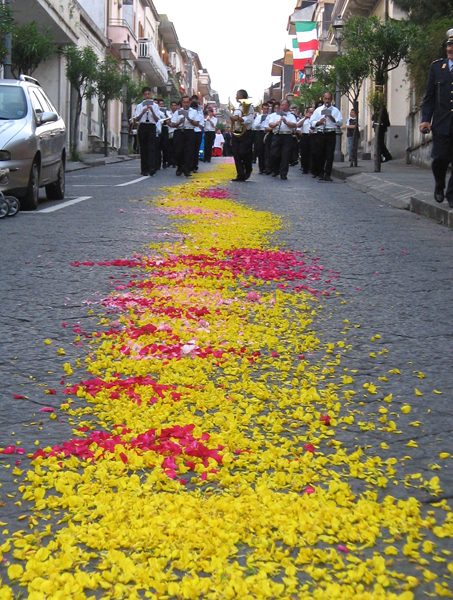
Processione del Corpus Domini

- Corpus Domini Dopo la Messa della sera, esce dalla Chiesa Madre il Santissimo Sacramento dell'Altare contenuto in un artistico ostensorio dorato, e coperto da un baldacchino. La processione è preceduta dal corpo bandistico "Città di Zafferana Etnea" e seguita da un grande numero di fedeli. Lungo le strade, principali e di quartiere, l'eucaristia viene accolto da un tappeto di fiori sparsi sul percorso dagli abitanti della zona attraversata: questa tradizione è secolare, e ancora oggi viene praticata con molta devozione in segno di decoro e rispetto a Gesù Sacramentato. I fedeli, inoltre, allestiscono con grande cura, lungo le strade, degli altari per la reposizione e l'adorazione del Santissimo Sacramento. Molti di questi altari, detti comunemente "altarini", risalgono all'Ottocento, tramandandoci un'antica quanto attuale devozione popolare; antichi ricami, preziosi doselli, piccole cappelline in legno decorato, artistici candelieri, rimangono testimonianza di una fede che si rinnova ogni anno in questa festa, molto sentita e partecipata.

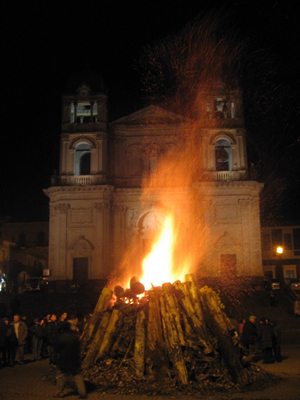
U zuccu di Natale

- Venerdì Santo La drammatizzazione della passione e morte di Gesù Cristo si ripete a Zafferana Etnea da secoli, associando alla liturgia propria del giorno, riti che giovano ai fedeli per contemplare il mistero della Morte di Cristo, anche con gli occhi oltre che col cuore. Il Cristo Crocifisso, "svelato" durante le celebrazioni del venerdì santo, sovrasta l'altare maggiore della Chiesa Madre, insieme all'Addolorata e all'apostolo Giovanni. Al termine della liturgia, esso viene avvolto da un lenzuolo bianco, calato dalla Croce e deposto sul "cataletto", urna utilizzata per portare in processione il Cristo Morto. Il corteo funebre, molto partecipato e sentito, procede lentamente lungo le strade della cittadina, preceduto dal Cristo Morto, dalla Madre Addolorata e da San Giovanni apostolo.
- Il Natale La notte tra il 24 ed il 25 dicembre, durante la cosiddetta "Messa di Mezzanotte", nella Chiesa Madre gremita di fedeli, si partecipa alla Santa Messa e si assiste, con grande partecipazione ed emozione, alla svelata del Presepe. La scena che si presenta agli occhi dei fedeli presenti è quella tradizionale della nascita di Gesù e dell'adorazione dei pastori, realizzata sull'altare maggiore con grandi statue ad altezza naturale. Ogni anno un numeroso gruppo di volenterosi si impegnano nella preparazione di questo monumentale Presepe, sempre diverso e sempre carico di sfumature artistiche ed allegoriche che emozionano ed aiutano a raccogliersi in preghiera dinanzi alla scena della Natività. Fuori, sulla piazza Umberto I, brucia per tutta la notte il grande falò, tradizionalmente chiamato u zuccu.

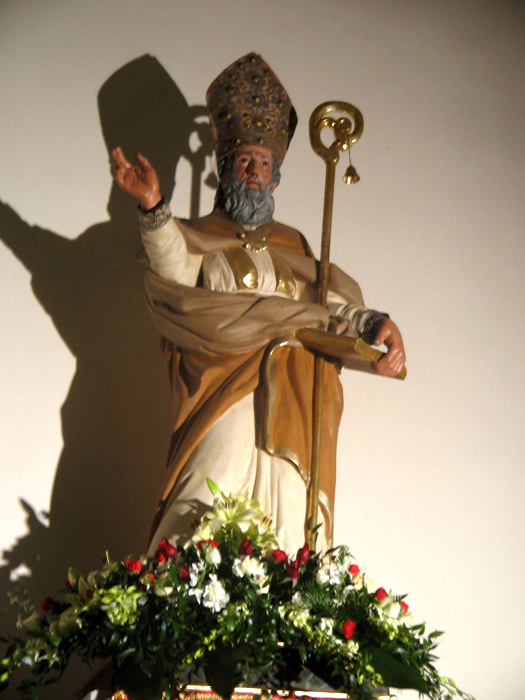
Sant'Antonio abate
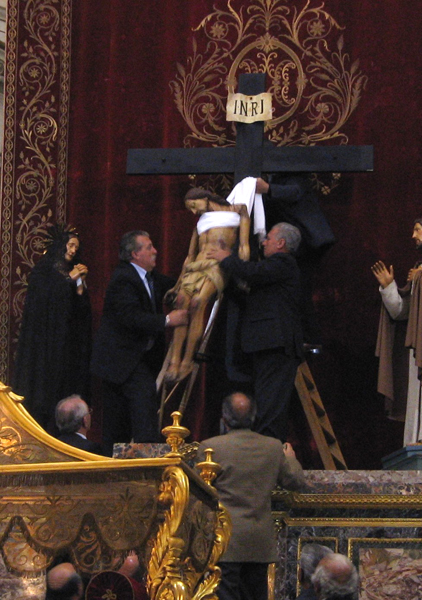
Venerdì santo

## Cultura

### Eventi

#### Il Premio letterario "Brancati"

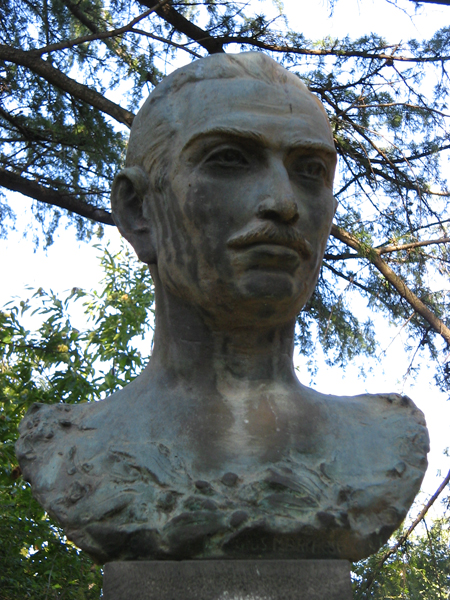
Busto di Vitaliano Brancati presso il Parco Comunale di Zafferana

Prestigioso evento culturale nato nel 1967 per desiderio di importanti nomi della letteratura e del giornalismo italiani: Dacia Maraini, Pier Paolo Pasolini, Leonardo Sciascia, Vanni Ronsisvalle e molti altri ancora. Il Convegno-Premio si prefigge di commemorare la vita e le opere del grande scrittore siciliano Vitaliano Brancati, che a Zafferana Etnea amava soggiornare, ritenendo la cittadina il luogo ideale per dare voce alla sua “Ninfa ispiratrice”.
Zafferana diviene così, ogni anno, la sede culturale di un importante momento di dialogo e di confronto sui temi della cultura, nazionali ed internazionali.
Il Premio è organizzato dall'Amministrazione Comunale (Assessorato alla Cultura) in collaborazione con la Regione Siciliana, con la Provincia di Catania e con l'Università degli Studi di Catania, che insieme hanno istituito la “Fondazione Brancati-Zafferana”, ente volto a promuovere la cultura a livello internazionale.
L'evento culturale si svolge alla fine del mese di settembre ed è ospitato presso l'Auditorium dell'ex-Collegio "S. Anna".

#### Etna in scena
Etna in scena è il cartellone di eventi in programma per l'estate zafferanese.
Ogni anno da giugno a settembre il Comune di Zafferana Etnea, l'Associazione Pro loco, la Provincia Regionale di Catania e la Regione Siciliana organizzano serate con spettacoli di danza, cinema e teatro.

#### L'Ottobrata zafferanese
L'Ottobrata zafferanese è un evento fieristico-culturale che si svolge tutte le domeniche del mese di ottobre nel centro storico del paese.
Nata all'inizio degli anni ottanta come una semplice mostra-mercato di prodotti tipici, è frequentata da vari visitatori.

### Musei e biblioteche
- Museo del Miele, via Tenente Scuderi, 26/C.
- Le Miniature della Sicilia, via Cassone.
- Biblioteca Comunale «F. Guglielmino», Palazzina liberty del Parco comunale.

### Media
- L'EstroVerso - Bimestrale d'informazione, attualità e cultura.
- L'Osservatorio Etneo - Bimestrale dell'Osservatorio Cattolico Centro Studi Jacques Maritain.

#### Zafferana nei film
- Storia di una capinera di Franco Zeffirelli (1993), dall'omonimo romanzo di Giovanni Verga. Molte scene sono state girate nel territorio comunale di Zafferana Etnea, come quelle in cui si vedono la Valle San Giacomo, monte Cugno di Mezzo con il panorama dell'Etna e la Val Calanna con la colata lavica dell'eruzione 1991-'93.
- Un caso di coscienza di Giovanni Grimaldi (1970), tratto da un racconto di Leonardo Sciascia. Il film si svolge in una cittadina immaginaria, Maddà, le scene sono state girate interamente a Zafferana Etnea.

#### Zafferana nei libri
- Paolo il caldo di Vitaliano Brancati.
- Io non mi colloco di Enzo Triolo.
- I Viceré  di Federico De Roberto.

#### Citazioni su Zafferana
(Vitaliano Brancati, Paolo il caldo)
(Federico De Roberto, Carteggi)
(Igor Man)

### Cucina

#### I dolci tipici
- Zeppole di san Giuseppe (Zzippuli di san Gnuseppi), un impasto di farina riso e scorza di arancia fritto, vengono consumate ricoperte di miele e zucchero a velo e cannella.
- Sciatore (Sciatori), biscotto secco ricoperto di cioccolato (invenzione zafferanese).
- Zeppole di riso (Zzipuli), nodi di riso fritti e ricoperti di miele.
- Foglie da tè (Fogghi), sottili foglie alla mandorla, al pistacchio o alle nocciole (invenzione zafferanese).
- Ossa dei morti (Ossa de' motti), biscotti duri tipici del mese di novembre.
- Ciambella con l'uovo (Cudduruni ccù l'ovu), tipica del periodo pasquale.
- Paste di mandorla (Pasti 'i mennula), ma anche al pistacchio, alle nocciole, all'arancia, ecc.
- Frutta martorana (anche Pasta reale), pasta di mandorla modellata a forma di frutta.
- Granite e gelati, soprattutto ai tipici gusti alla mandorla, al pistacchio, alla nocciola.
- Cannoli siciliani (Cannola), cioccolato, bianchi, ricotta e pistacchio.
- Cassatelle di ricotta, la ricotta dolce è aromatizzata con la maggiorana e la cannella.

#### I piatti caldi tipici
- Pizza siciliana (A Siciliana), calzone fritto ripieno di formaggio, acciughe sotto sale e altri ingredienti.
- Arancini, al ragù, al burro e al pistacchio.
- Pizza e risotti con i funghi porcini.
- Scacciata, pizza chiusa con ripieno di formaggio, broccoli, olive, pomodoro e carne di maiale.

## Geografia antropica

### Frazioni, contrade e quartieri
Airone, Algerazzi, Ballo, Bonanno, Cancelliere, Carlino, Cassone, Cavotta, Civita, Dagalone, Emmaus, Finaita, Fleri, Fortino, Marino, Mulini, Passopomo, Petrulli, Piano dell'Acqua, Pietralunga, Pisanello, Pisano Etneo, Poggiofelice, Primoti, Rocca d'Api, San Giacomo, San Giovannello, San Vito, Sarro, Scacchiere, Sciara, Sparavite, Spoligni, Villaggio san Vito.

## Economia

### Arti e mestieri del passato
Tra i mestieri che appartengono ormai alla memoria delle tradizioni e degli usi popolari, è necessario ricordare l'importante figura dei carbonai e dei venditori di ghiaccio.
Il carbone richiedeva una lavorazione del tutto particolare che obbligava gli operai alla permanenza per alcuni giorni in montagna, e che prevedeva la raccolta della legna ed il suo incenerimento attraverso tecniche tipiche di combustione per mezzo dei cosiddetti “fussuna”, montagnole di legna ricoperte di terra.
I venditori di ghiaccio, invece, rappresentavano un'importante risorsa refrigerante durante l'estate: grossi cubi di ghiaccio, conservati fin dall'inverno in montagna, ad alta quota, in grotte o buche appositamente scavate, venivano al bisogno sezionate e trasportate in paese e nelle località limitrofe, ed utilizzate per tenere in freddo alimenti e bevande, oltre che per la produzione di gelati e granite.

### L'economia oggi
L'economia zafferanese oggi si basa essenzialmente sulla pastorizia, la produzione di vino e l'apicoltura. L'allevamento degli ovini ha sempre costituito un'importante risorsa, grazie alla presenza dei vasti pascoli erbosi durante tutto il corso dell'anno; numerose sono le aziende casearie presenti sul territorio, alcune delle quali sono anche divenute delle importanti e prestigiose marche commerciali (Zappalà).
La produzione del vino si avvale degli ottimi terreni vulcanici alle pendici dell'Etna, che donano alle uve locali caratteristiche organolettiche pregevoli. Proprio queste qualità hanno consentito l'attribuzione al vino Etna del marchio DOC. Molte sono le aziende vinicole che producono ottimi vini da vitigni per lo più di nerello mascalese e carricante.
Il miele, considerato l'oro dell'Etna, è la principale fonte di reddito per la popolazione. Con oltre settecento apicoltori, Zafferana vanta la produzione del 15% circa del miele nazionale, con varietà di prodotto che vanno dal millefiori all'arancio, dall'eucalipto al castagno. “I lapari” (gli apicoltori) zafferanesi intrapresero questa attività a partire dal 1920 circa, quando sperimentarono questo mestiere e lo trasformarono in una vera e propria arte. Il miele zafferanese è rinomato in tutta Italia; ottimo per le sue proprietà curative (a seconda del tipo lassative, contro la tosse, il raffreddore, ecc.), è correntemente utilizzato per la preparazione di dolci e pietanze tipiche.
Da ricordare anche l'importanza economica offerta dalla produzione dell'olio, dalla piantagione delle mele (di qualità molto pregiata) e dalla raccolta e dalla lavorazione e conservazione dei funghi e delle castagne.

### Il turismo

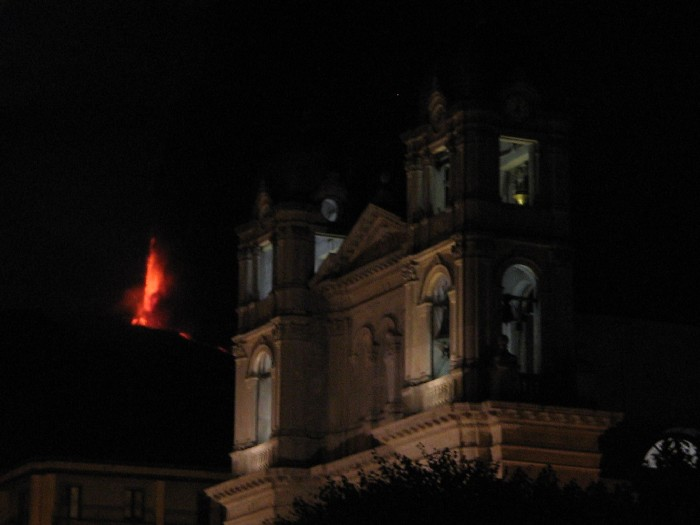
Eruzione dell'Etna e Chiesa Madre - Zafferana Etnea, 4 settembre 2007

Il turismo rappresenta per il paese di Zafferana un'importante risorsa economica durante buona parte dell'anno.
Il turismo invernale nasce a Zafferana intorno alla fine degli anni venti del 1900, quando le contrade ad alta quota (Piano del Vescovo, Val Calanna e Valle del Bove) cominciano ad essere frequentate da appassionati di sci, di escursionismo e di arrampicata.
Il lunedì successivo alla seconda domenica di agosto, si svolge la festa patronale in onore della Madonna della Provvidenza, con uscita del fercolo e del simulacro dalla Chiesa Madre.
Alla fine del mese di settembre si svolge il Convegno-Premio letterario Brancati, nato nel 1967 a memoria dello scrittore siciliano Vitaliano Brancati.
ottobre è segnato dalla “Ottobrata zafferanese”, una mostra-mercato di prodotti tipici.
Da una recente statistica, Zafferana Etnea risulta essere il quinto comune della provincia di Catania per grado di attrattiva turistica, con un valore pari a 20,15, preceduta da Aci Castello (39,01), Calatabiano (26,29), Nicolosi (21,07) e Acireale (20,78).

## Infrastrutture e trasporti

### Autostrade
Per chi proviene da Messina in direzione Catania:
- Giarre.

Per chi proviene da Catania in direzione Messina:
- Paesi Etnei.
- Acireale.

### Ferrovie
- Giarre-Riposto.
- Acireale.

### Autolinee
- Da Catania a Zafferana Etnea:
- Autolinee AST.
- Da Catania a Fleri e Pisano Etneo:
- Autolinee Etna Trasporti.
- Da Acireale a Zafferana Etnea:
- Autolinee Zappalà & Torrisi.
- Da Giarre a Zafferana Etnea:
- Autolinee Zappalà & Torrisi.

### Aeroporti
- Aeroporto di Catania-Fontanarossa.

### Porti
- Porto di Catania.
- Porto turistico dell'Etna di Riposto.

## Amministrazione
Regno d'Italia
| Periodo | Periodo        | Primo cittadino                                                  | Partito | Carica                        | Note |
| ------- | -------------- | ---------------------------------------------------------------- | ------- | ----------------------------- | ---- |
| 1828    | -              | Salvatore Rosa                                                   |         | eletto particolare            |      |
| -       | -              | Salvatore Bonanno                                                |         | Sindaco                       |      |
| -       | -              | Silvestro Sciuto                                                 |         | Sindaco                       |      |
| -       | -              | L. Cavallaro                                                     |         | Sindaco                       |      |
| -       | 1882           | Eusebio Longo                                                    |         | Sindaco                       |      |
| 1882    | 20 luglio 1885 | Eusebio Longo                                                    |         | Sindaco                       |      |
| 1885    | 1888           | Sebastiano Di Prima                                              |         | Sindaco                       |      |
| 1888    | 1890           | Bonaventura Barbagallo                                           |         | Sindaco                       |      |
| 1890    | 1894           | Sebastiano Di Prima                                              |         | Sindaco                       |      |
| 1894    | 1896           | Raffaello Sciuti                                                 |         | Sindaco                       |      |
| 1896    | 1900           | Aita Francesco Bonanno                                           |         | Sindaco                       |      |
| 1900    | 1902           | Salvatore Castorina                                              |         | Sindaco                       |      |
| 1902    | 1903           | Sebastiano Di Prima                                              |         | Sindaco                       |      |
| 1903    | 1911           | Sebastiano Di Prima                                              |         | Sindaco                       |      |
| 1911    | 1915           | Mauro Nicolosi                                                   |         | Sindaco                       |      |
| 1915    | 1917           | Francesco Grassi                                                 |         | Sindaco                       |      |
| 1917    | 1921           | Antonino Arcidiacono                                             |         | Comm. regionale               |      |
| 1921    | 1926           | Nunzio Romeo                                                     |         | Sindaco                       |      |
| 1926    | 1928           | Vittorio Accetta                                                 |         | Comm. pref.                   |      |
| 1928    | 1930           | Mauro Nicolosi                                                   |         | Podestà                       |      |
| 1930    | 1931           | Placido Tomaselli, Dott. Letterio Biondo, Avv. Salvatore Scuderi |         | Comm. pref.                   |      |
| 1931    | 1935           | Salvatore Scuderi                                                |         | Podestà                       |      |
| 1935    | 1936           | Salvatore Scuderi                                                |         | Comm. pref.                   |      |
| 1936    | 1937           | Alfio Pappalardo                                                 |         | Comm. pref.                   |      |
| 1937    | 1941           | Alfio Pappalardo                                                 |         | Podestà                       |      |
| 1941    | 1942           | Salvino Albino, Dott. Giuseppe Ciraolo                           |         | Comm. pref.                   |      |
| 1942    | 1943           | Alfio Russo                                                      |         | Comm. pref.                   |      |
| 1943    | 1944           | Salvino Albino, Dott. Salvatore Mazza                            |         | Comm. pref.                   |      |
| 1944    | 1956           | Salvatore Mazza                                                  |         | sindaco di nomina prefettizia |      |

 Repubblica Italiana
| Periodo          | Periodo         | Primo cittadino                          | Partito              | Carica          | Note   |
| ---------------- | --------------- | ---------------------------------------- | -------------------- | --------------- | ------ |
| 1956             | 10 giugno 1960  | Avv.Silvestro Castorina                  |                      | sindaco eletto  |        |
| 10 giugno 1960   | 8 dicembre 1960 | Angelo Vitarelli                         |                      | Comm. regionale |        |
| 8 dicembre 1960  | 1962            | Silvestro Castorina                      |                      | Sindaco         |        |
| 1962             | 2 dicembre 1962 | Vincenzo Viviano, Dott. Leonardo La Rosa |                      | Comm. regionale |        |
| 1963             | 1967            | Gaetano Nicolosi                         |                      | Sindaco         |        |
| 1967             | 1968            | Alfio Coco                               |                      | Sindaco         |        |
| 1968             | 1968            | Leonardo La Rosa                         |                      | Sindaco         |        |
| 1968             | 1969            | Alfio Mangano                            |                      | Sindaco         |        |
| 1969             | 1980            | Alfio Coco                               |                      | Sindaco         |        |
| 1980             | 1982            | Alfio Mangano                            |                      | Sindaco         |        |
| 1982             | 1983            | Leonardo La Rosa                         |                      | Sindaco         |        |
| 1983             | 1987            | Michele Sapienza                         |                      | Sindaco         |        |
| 1987             | 1988            | Alfio Mangano                            |                      | Sindaco         |        |
| 4 luglio 1988    | 20 ottobre 1990 | Alfio Leonardi                           | Democrazia Cristiana | Sindaco         | [ 25 ] |
| 22 dicembre 1990 | 29 luglio 1991  | Giancarlo Manenti                        |                      | Comm. regionale | [ 25 ] |
| 29 luglio 1991   | 15 maggio 1995  | Alfio Leonardi                           | Democrazia Cristiana | Sindaco         | [ 25 ] |
| 15 maggio 1995   | 14 giugno 2004  | Giuseppe Leonardi                        | lista civica         | Sindaco         | [ 25 ] |
| 14 giugno 2004   | 8 giugno 2009   | Filadelfo Patanè                         | lista civica         | Sindaco         | [ 25 ] |
| 8 giugno 2009    | 30 aprile 2019  | Alfio Vincenzo Russo                     | lista civica         | Sindaco         | [ 25 ] |
| 30 aprile 2019   | in carica       | Salvo Russo                              | lista civica         | Sindaco         | [ 25 ] |

### Gemellaggi
- Nadur[26]

### Altre informazioni amministrative

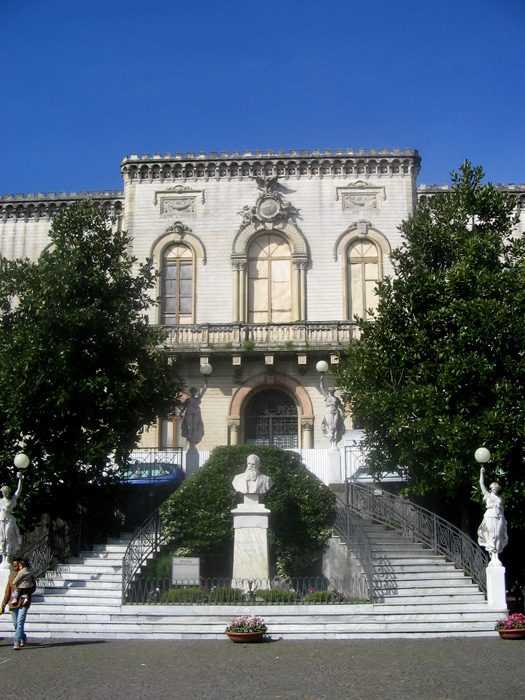
La scalea d'onore del Municipio

Il Comune di Zafferana Etnea fa parte delle seguenti istituzioni e associazioni:
- Città del miele
- Città del vino
- Città del vulcano
- Distretto della lava
- Strada del vino dell'Etna
- Distretto Antichi borghi dell'Etna
- Distretto Taormina-Etna
- Terre dell'Etna e dell'Alcantara
- Comuni del Parco dell'Etna
- Area metropolitana di Catania